# Курганский театр драмы
Курга́нский госуда́рственный теа́тр дра́мы — театр драмы в городе Кургане Курганской области. Основан в 1943 году.

## История
Драмтеатр был создан решением исполнительного комитета Курганского областного Совета депутатов трудящихся от 22 мая 1943 года. Свой первый театральный сезон театр, созданный на базе труппы Шадринского городского театра, играл в городе Шадринске Курганской области. А летом — в Кургане, на сцене городского сада. В это время шла реконструкция здания, выбранного для театра. Это было помещение бывшей Александровской женской гимназии (ул. Куйбышева, 55) и по тому времени одного из крупных и красивейших зданий города. Здесь театр открыл свой второй сезон комедией «Горе от ума». Спектакль был посвящён 150-летию со дня рождения А. С. Грибоедова. Первым директором театра был Л. Д. Михайлов.

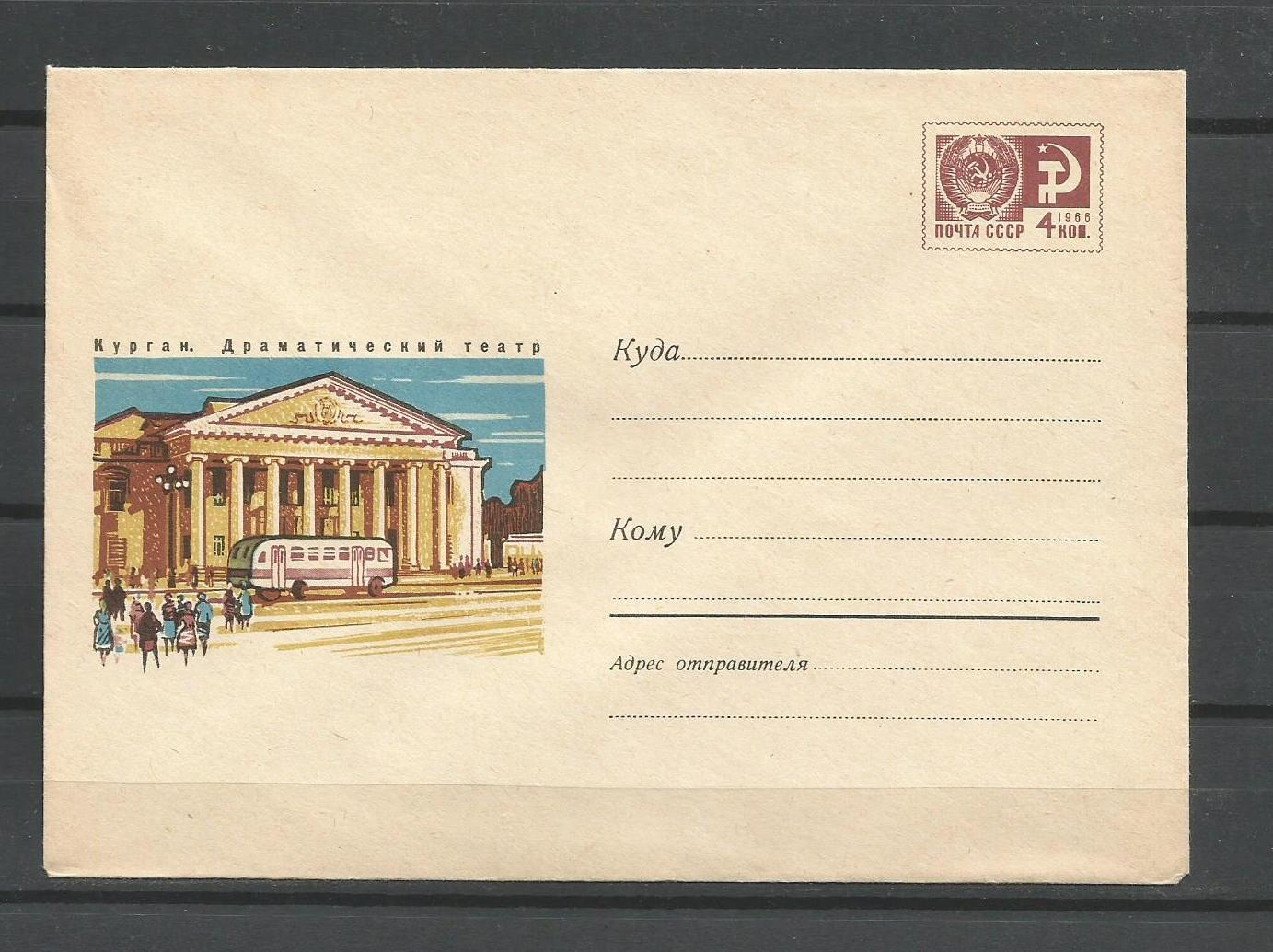
Почтовый конверт СССР

В 1953 году театр переехал в новое здание, возведенное на центральной площади города по проекту московского архитектора К. Федорова с консультацией академика А. В. Щусева и рассчитанное на 500 с лишним мест, включая партер, амфитеатр, балкон и ложи.
В 1968 году изображение театра было помещено на почтовый конверт СССР.
В 1956 году театр возглавил в качестве главного режиссёра заслуженный артист РСФСР Л. М. Меерсон. За девять лет работы театра под руководством Л. М. Меерсона был значительно расширен репертуар, который включал в себя лучшие произведения мировой драматургии.
За годы существования театра в нём служили  режиссёры  Л. М. Меерсон, Б. С. Райкин, Ю. Г. Брегер, заслуженный деятель искусств РФ Н. А. Воложанин; главные художники — заслуженный художник РФ Н. А. Ромадин, заслуженный деятель искусств РФ Б. Г. Ентин. Своеобразные мастера сцены, очень разные по творческому почерку — они создавали интересные зрелищные спектакли. В спектаклях театра играли по приглашению известные московские актёры — А. Вокач, Г. Менглет, Ю. Яковлев, Л. Пашкова, В. Васильева, В. Соломин, А. Мягков, А. Вознесенская, И. Печерникова и др.
Курганская сцена богата также и своими мастерами, преданными городу и театру, ветеранами сцены и юными дарованиями. На сцене театра работали нар. артист РСФСР Б. А. Колпаков, нар. артист РСФСР В. Л. Шадровский, народный артист РФ Ю. С. Бодров, засл. артист РФ А. П. Башуров,  И. С. Дробыш, Р. К. Искаков. В театре работают яркие актёрские индивидуальности и преданные своему делу люди. В труппе театра 29 артистов, заслуженный артист РФ С. С. Радьков. Актёрский состав постоянно пополняется молодыми и талантливыми актёрами. 
Тематические театральные сезоны: «Русский театральный сезон» и «Сезон мировой комедии» — стали событиями для театралов города. Постоянно проводится работа с молодежью — осуществляется постановка театральных уроков для подрастающего поколения; получило развитие музыкальное направление в репертуаре. Театр постоянно принимает участие в Международных и Российских театральных фестивалях. Фестивальная география театра включает в себя такие города как Владимир, Воронеж, Кузнецк, Кострома, Владикавказ, Санкт-Петербург, Тамбов, Тюмень. А в планах — расширять границы этой географии и осваивать новые города и страны. Более 50 городов объездил наш театр за все время своего существования. Во многих из них, таких как: Барнаул, Челябинск, Ижевск, Магнитогорск, Тюмень, Уфа и др. артисты театра побывали неоднократно. 
С 14 июля 2020 года Государственное бюджетное учреждение культуры «Курганский государственный театр драмы» реорганизовано. Курганский театр драмы является структурным подразделением в составе Государственного автономного учреждения «Курганское театрально-концертное объединение». Художественный руководитель театра с марта 2021 года Ольга Петрова, главный режиссёр театра с апреля 2021 года Егор Гришин.

## События
Курганский государственный театр драмы — это живой творческий организм, находящийся в постоянном поиске новых театральных форм, ищущий свой голос в звучании современной драматургии, стремящийся сохранить традиции и принести новое в работе с классическим репертуаром. За период театрального сезона репертуар театра пополняется 8-9-ю новыми спектаклями.
В последнее время в нашем театре ставят свои спектакли приглашенные режиссёры, поддерживаются связи с уже знакомыми режиссёрами, у которых вновь возникает желание приехать в наш город и работать с нашими актёрами, и всегда идет поиск новых интересных контактов.
Спектакли, поставленные «приглашенными» режиссёрами, повышают интерес к театру различных категорий зрителей и привлекают внимание театральных критиков. Много интересных откликов в курганской и столичной прессе вызвала трагикомедия «Строптивая» итальянского режиссёра Алессандры Джунтини и театральная лаборатория «Современная поэзия и проза» под руководством известного московского критика Павла Руднева. Первая театральная лаборатория была ярким событием в истории нашего театра и города. Большим достижением для театра стало приглашение во внеконкурсную программу «Маска Плюс» в 2015 году, одного из самых престижных российских фестивалей «Золотая маска», со спектаклем «WASSA» режиссёра А. Маликова и в 2017 году со спектаклем «Строптивая» режиссера А. Джунтини.
На трёх фестивалях был представлен наш театр в 2018 году: драму «Лада, или Радость. Хроника верной и счастливой любви» по роману Т. Кибирова режиссера В. Поповой (г. Санкт-Петербург) высоко оценили на VII Международном театральном фестивале «Золотая провинция» в г. Кузнецк, спектакль «LEAR» по мотивам У. Шекспира «Король Лир» участвовал на XII межрегиональном театральном фестивале имени Н. Х. Рыбакова в г. Тамбов, стал участником Румынского фестиваля «BABEL F.A.S.T» в г. Тырговиште. Постановки Курганского театра драмы два года подряд входят в Лонг Лист самых заметных спектаклей Российской Национальной театральной Премии «Золотая маска». В 2017 году — драма «Морфий» по мотивам рассказов М. А. Булгакова, в 2018 году — трагедия «LEAR» по мотивам пьесы У. Шекспира «Король Лир», режиссёр спектаклей Дмитрий Акриш (г. Москва).
27 октября 2018 года в рамках Благотворительного фонда поддержки деятелей искусства «Артист» состоялась церемония награждения деятелей культуры за вклад в развитие культуры страны. Среди лауреатов фонда 2018 года заведующий художественно-постановочной частью нашего театра, заслуженный работник культуры РФ, Ветеран труда — Сергей Захарович Чуев. В его трудовой книжке единственная запись о приёме на работу. В Курганском театре драмы он проработал более 50 лет, постиг всю сложную технологию театрального дела.
В ноябре 2018 года завершён духовно-просветительский проект Курганского театра драмы, проведённый совместно с благотворительным фондом «Поддержки театрального искусства Курганского государственного театра драмы» и Фондом Президентских грантов. На протяжении трёх месяцев свыше 500 зауральских подростков, оказавшихся в трудной жизненной ситуации, детей-сирот и детей, оставшихся без попечения родителей, на безвозмездной основе смотрели фантасмагорию жизни «Отец Сергий» по повести Льва Толстого режиссёра Дениса Хусниярова (г. Санкт-Петербург), автор инсценировки Ася Волошина, и участвовали в дискуссионном клубе.
На открытии Года театра в Курганском государственном театре драмы были представлены театральные коллективы и государственные театры Курганской области и спектакль-мюзикл нашего театра «В джазе только девушки», награждённый специальным дипломом «Проект 2017 года» Курганской области, режиссёр-постановщик, заслуженный деятель искусств РФ Владимир Подгородинский.
Драма "Похороните меня за плинтусом" о будоражащей истории любви самых близких людей номинирована на Национальную театральную премию "Золотая маска" сразу в четырех основных номинациях: лучший спектакль малой формы, работа режиссёра - Дмитрий Акриш, работа художника - Дмитрий Акриш и лучшая женская роль - актриса Любовь Савина. 20 октября 2020 года была представлена на Фестивале "Золотая маска". Показ драмы "Похороните меня за плинтусом" Павла Санаева на сцене «Красного факела» состоялся в рамках фестиваля «Ново-Сибирский транзит» 22 мая 2021 года.
См. также: Категория:Актёры и актрисы Курганского государственного театра драмы